# Lijst van Apple-besturingssystemen
Het volgende is een lijst met besturingssystemen die door Apple Inc. zijn uitgegeven.

## Apple-computers
Er was geen besturingssysteem voor de Apple I.
- Apple II-familie (Apple DOS, ProDOS)
- Apple III (Sophisticated Operating System)
- Apple Lisa (Lisa OS)

## Macintosh
System Software
- System 1, 2, 3, 4
- System Software 5
- System Software 6
- System 7/Mac OS 7

Mac OS
- Mac OS 8
- Mac OS 9

Mac OS X
- Cheetah
- Puma
- Jaguar
- Panther
- Tiger
- Leopard
- Snow Leopard
- Lion

OS X
- Mountain Lion
- Mavericks
- Yosemite
- El Capitan

macOS
- Sierra
- High Sierra
- Mojave
- Catalina
- Big Sur
- Monterey
- Ventura
- Sonoma
- Sequoia

## iOS
Voorgangers
- Newton OS
- iPhone OS

iOS
- iOS 4
- iOS 5
- iOS 6
- iOS 7
- iOS 8
- iOS 9
- iOS 10
- iOS 11
- iOS 12
- iOS 13
- iOS 14
- iOS 15
- iOS 16
- iOS 17
- iOS 18

iPadOS
- iPadOS 13
- iPadOS 14
- iPadOS 15
- iPadOS 16
- iPadOS 17
- iPadOS 18

Overige
- watchOS
- tvOS
- audioOS
- visionOS

Apple heeft tijdens zijn Worldwide Developer Conference in juni 2019 iPadOS aangekondigd.

## Overige
- CarPlay
- A/UX, een Unix-variant met het uiterlijk van Mac OS (niet langer actueel).